# 欧直EC135直升机
EC135是一款由欧洲直升机公司（Eurocopter SA）製造的雙引擎民用直升機，它被廣泛的運用於警務與急救領域，同時也用於執行運輸任務。它具有按照儀表飛行規則（instrument flight rules）飛行的能力。

## 開發
開發EC135的歷史可以回溯到欧洲直升机公司成立之前。 在八十年代中期，一開始它是做為德國MBB的BO 108進行開發的。它於1988年10月17日進行了首次技術驗證飛行 ('V1')，它安裝了兩具艾里逊（Allison）和劳斯莱斯合作研发的250-C20R/1型引擎，第二架BO 108 ('V2')於1991年6月5日試飛，這次它安裝了2具透博梅卡公司（Turboméca）的阿赫尤（Arrius）系列TM319-1B型引擎。這兩架飛機都安有通常的尾部水平旋翼。

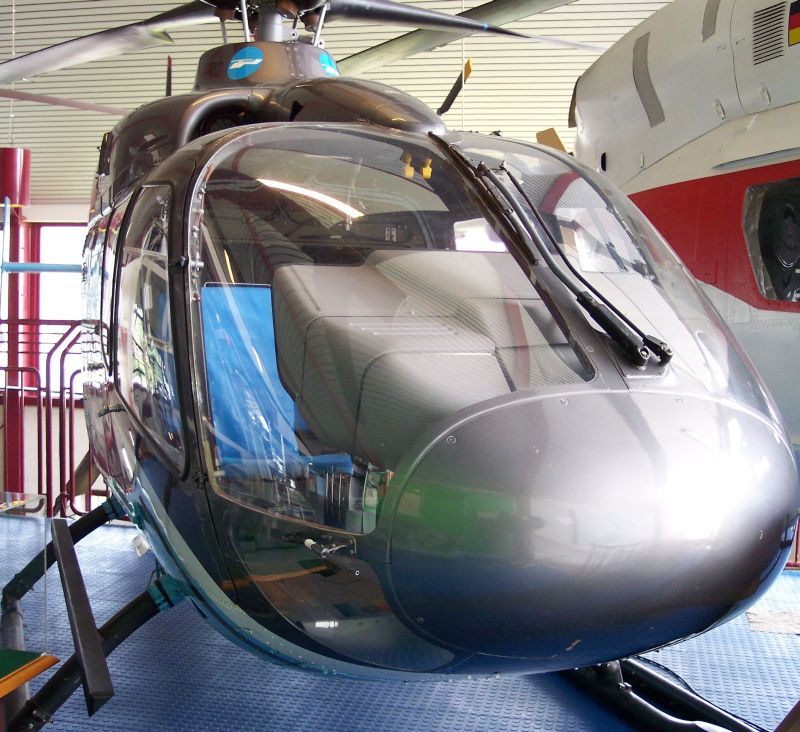
BO 108原型機

在1992下半年，設計被修正為新的窗隔式函道尾桨（Fenestron）的尾部螺旋系統，展现了欧洲直升机公司在收购梅塞施米特-伯尔科-布洛姆公司（Messerschmitt-Bölkow-Blohm，MBB）和法国宇航直升机部门之后所加强的产品开发能力。窗隔式函道尾桨能有效减少因尾桨损毁而造成的事故可能性，加上EC135拥有更大的内部空间，令EC135甚受医疗急救直升机部门的欢迎。而EC135也成为过去10年销量最大的轻型双发直升机。
欧洲直升机公司共生產了兩架預生产型原型机，分別于1994年2月15日及4月16日首飞，并同时对更先进、功率更大的的阿赫尤2B型、普惠公司的PW206B型发动机进行试验，而原本采用艾里逊250系列发动机的方案则被否决。第三架RC135直升机在1994年11月28日首飞。

## 服役歷史

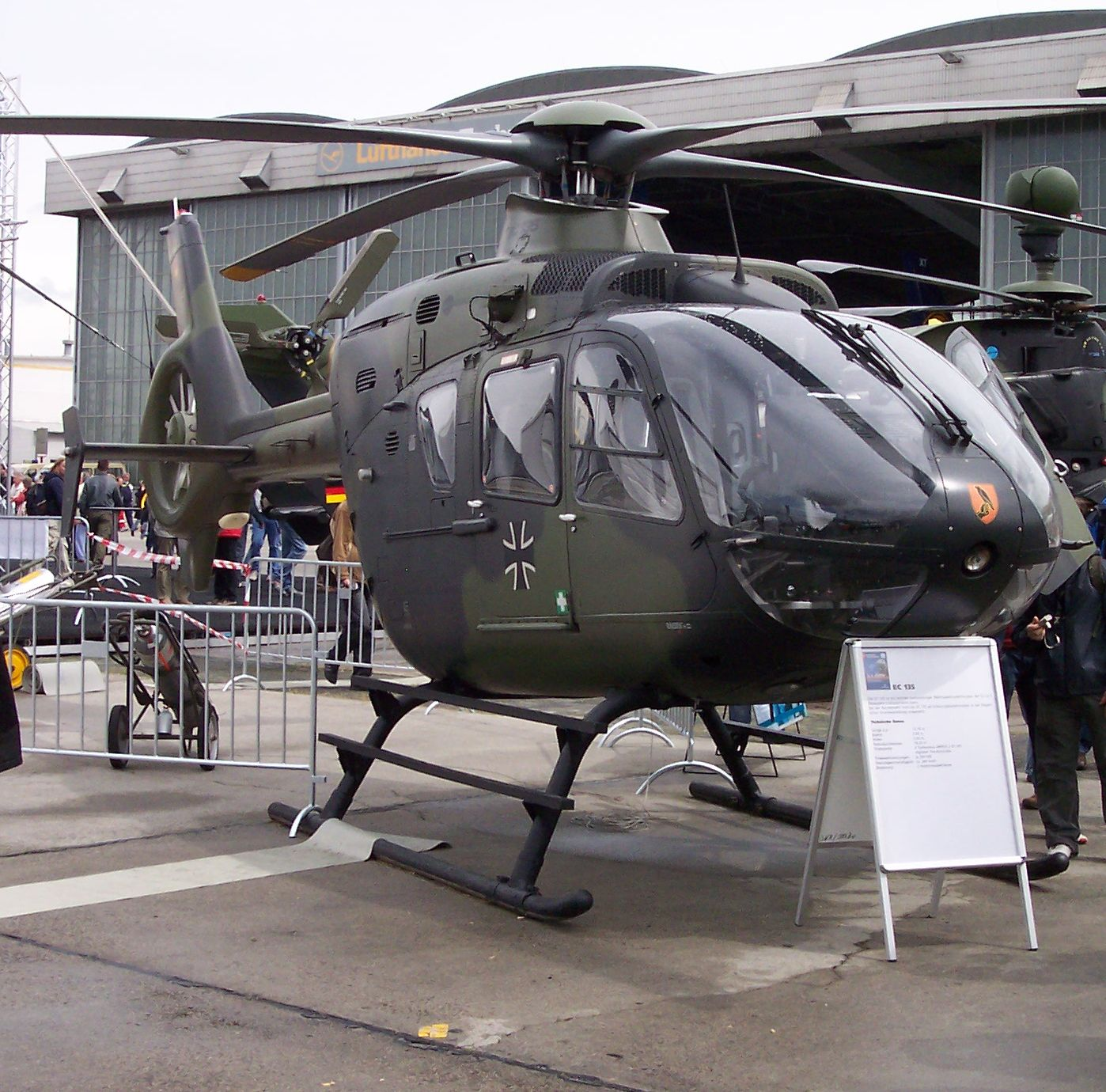
德國陸軍的EC135 T1

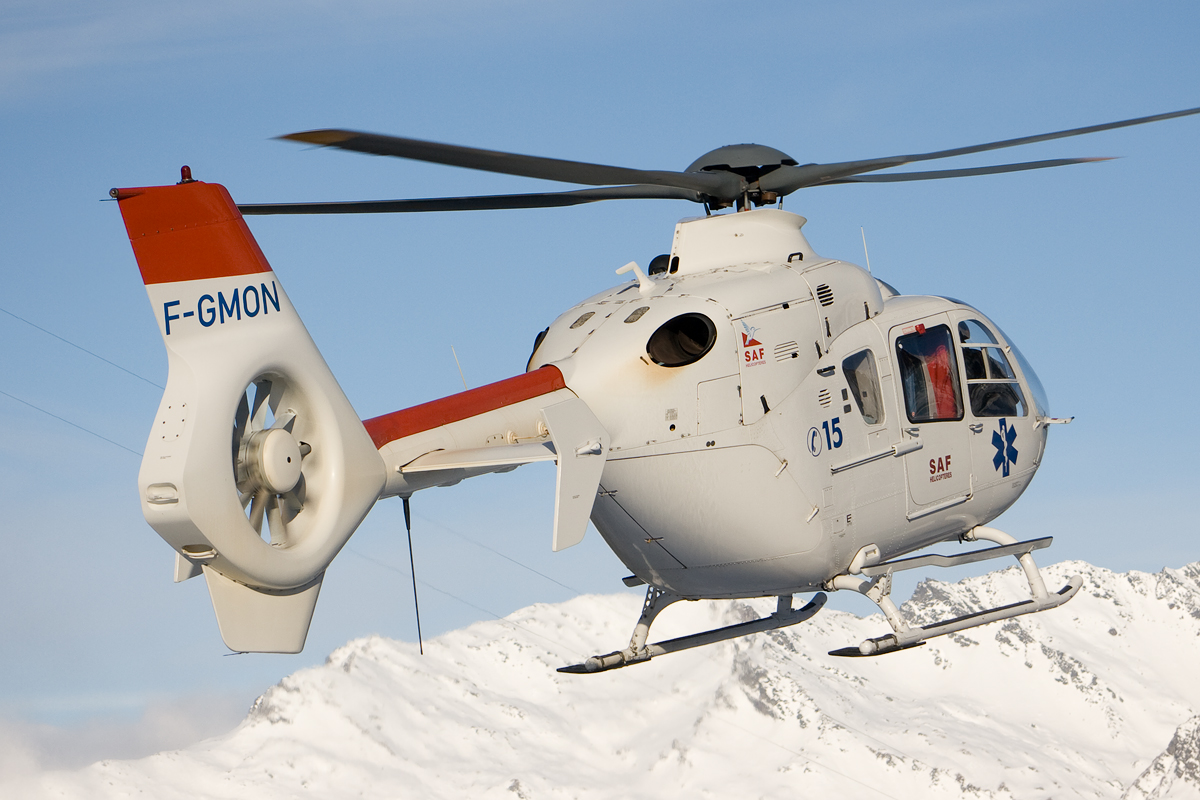
EC135 T1的法國所有者SAF Hélicoptères在滑雪勝地的救援行動中

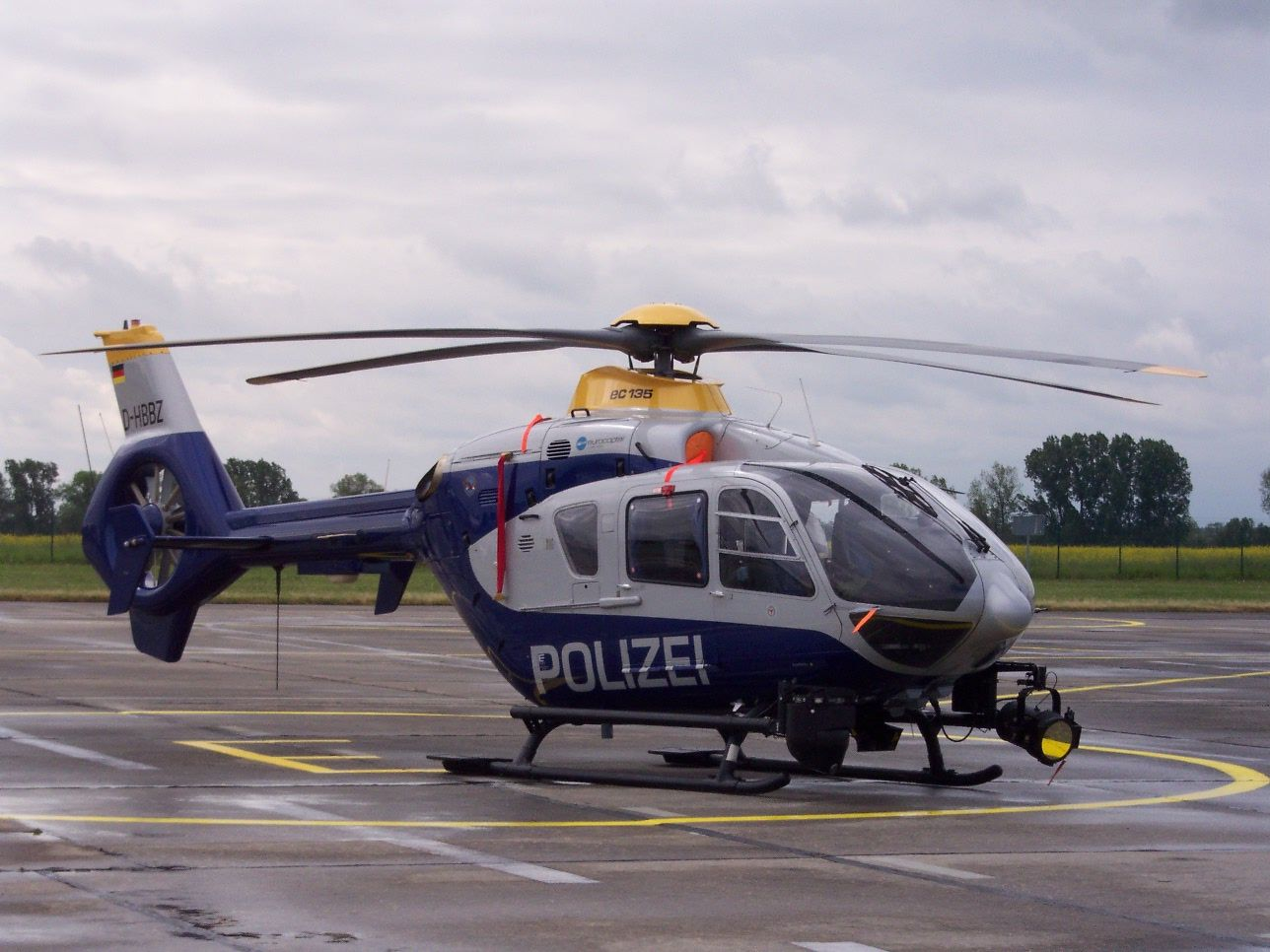
德國勃蘭登堡州警察的Eurocopter EC135

EC135在美國的首次亮相是在1995年1月的拉斯維加斯Heli-Expo。在經過了1600飛行小時後，它於1996年6月16日得到了歐洲JAA認證，而FAA認證於7月31日獲得。從8月1日開始交付，兩架(0005和0006)被首先交付給德國飛行救護隊 (Deutsche Rettungsflugwacht)。第100架EC135於1999年6月被交付給巴伐利亞警察部隊。在此時全球機隊總計飛行了30,000小時。到了2008年已經交付了650架，總計飛行了100萬小時。
德國LBA於1999年12月2日授予EC135單一飛行員儀表飛行規則（SPIFR）認證。隨後飛機於2000年9月13日開始交付給德國陸軍飛行團（German Aviators Corps）位於Achum附近的德國陸軍飛行學校（German Army Aviators School），該校位於Bückeburg Air Base。EC135於2000年12月獲得了英國CAA的SPIFR認證。在2000秋天，歐洲直升機公司宣佈開始普拉特·惠特尼加拿大公司 PW206B2的認證工作。它是PW207提升了單引擎性能並增加了30秒緊急動力的版本。它於2001年7月獲得了LBA認證，第一架使用新引擎的EC135于2001年8月10日交付給了瑞典國家警察。
目前世界上該機型飛行時間的領先者是基地設在英國Durham Tees Valley Airport的克利夫蘭（Cleveland）警察空中行動小組的型號為G-NESV (s/n 0067)的EC135，該機最初於1999年4月交付給東北空中支援小組（North East Air Support Unit），到2009年，它的飛行時間已經累計到12,000小時。
2007年3月在亞特蘭大的美国公务航空协会，歐洲直升機公司揭開了一個由Hermès International, S.A.設計的特別版本的VIP型號—— ‘L’Hélicoptère par Hermès。這個衍生型具有一個特別製造的豪華型4座機艙，一個滑動玻璃隔斷，一個公務行李艙，重新設計的滑行起落架以及其他外部改變。第一位 ‘L’Hélicoptère par Hermès的顧客是基地設在阿聯酋的阿布扎比的獵鷹航空 (FAS)。
2015年11月中國購買10億歐元的100架H135型大單公佈，因應此訂單的條件空中巴士將在中國大陸建立直升機總裝廠。

### 海上風電支援
2009年3月在英國民航局核准飛往Greater Gabbard海上風電場的直升機服務後，EC135被選為第一批執行海上風電項目支援任務的機型。EC135在丹麥已經被用來支援Horns Rev風電場很久了，它接送了超過10000人次的職員。 .

## 衍生型

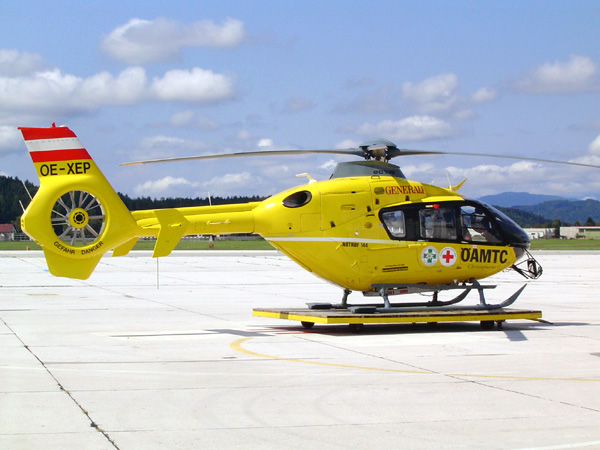
澳洲空中救難的 EC135 T2 空中救護機（air ambulance），於澳洲克拉根福。

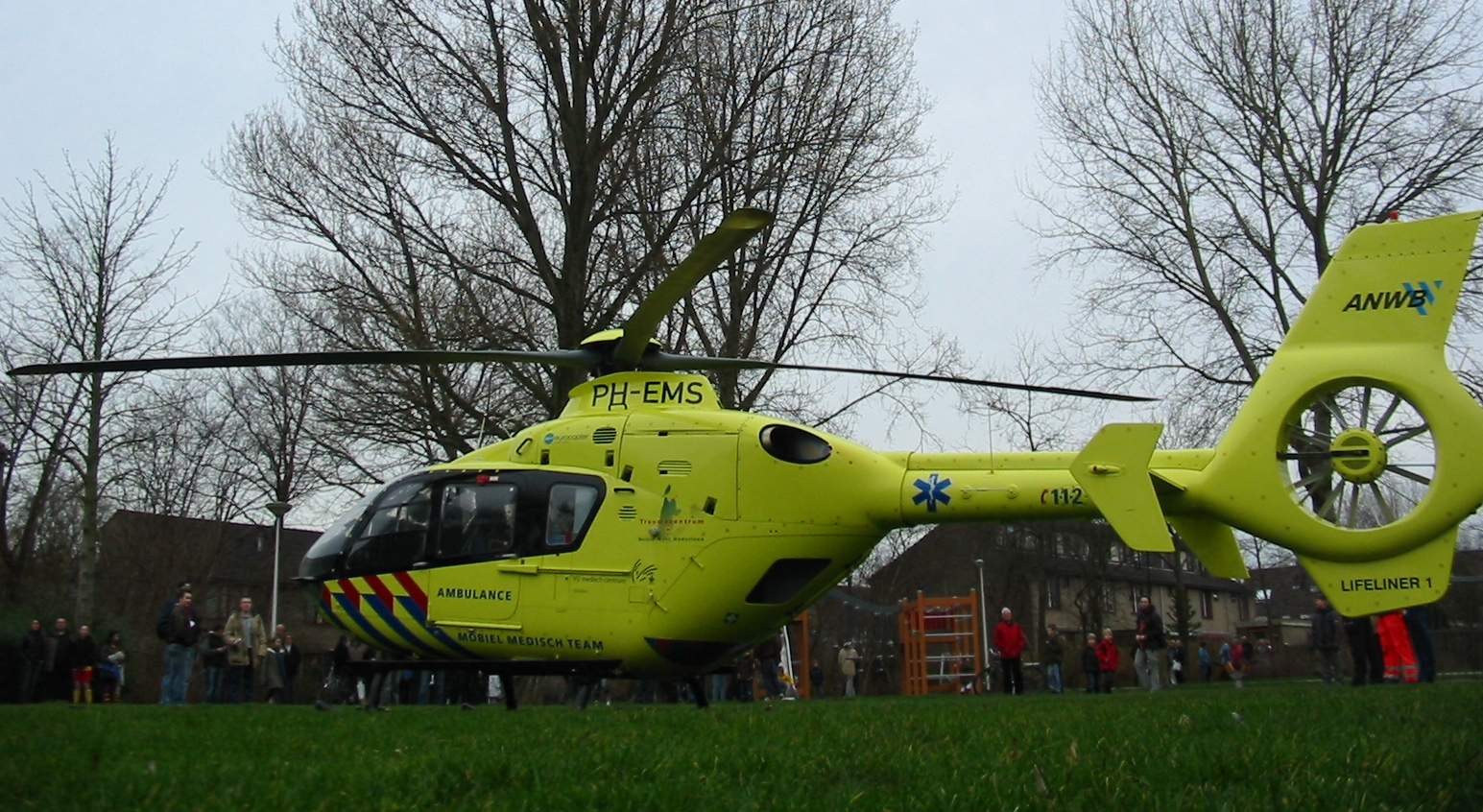
荷蘭 ANWB 醫療空中援助 的空中救護機。

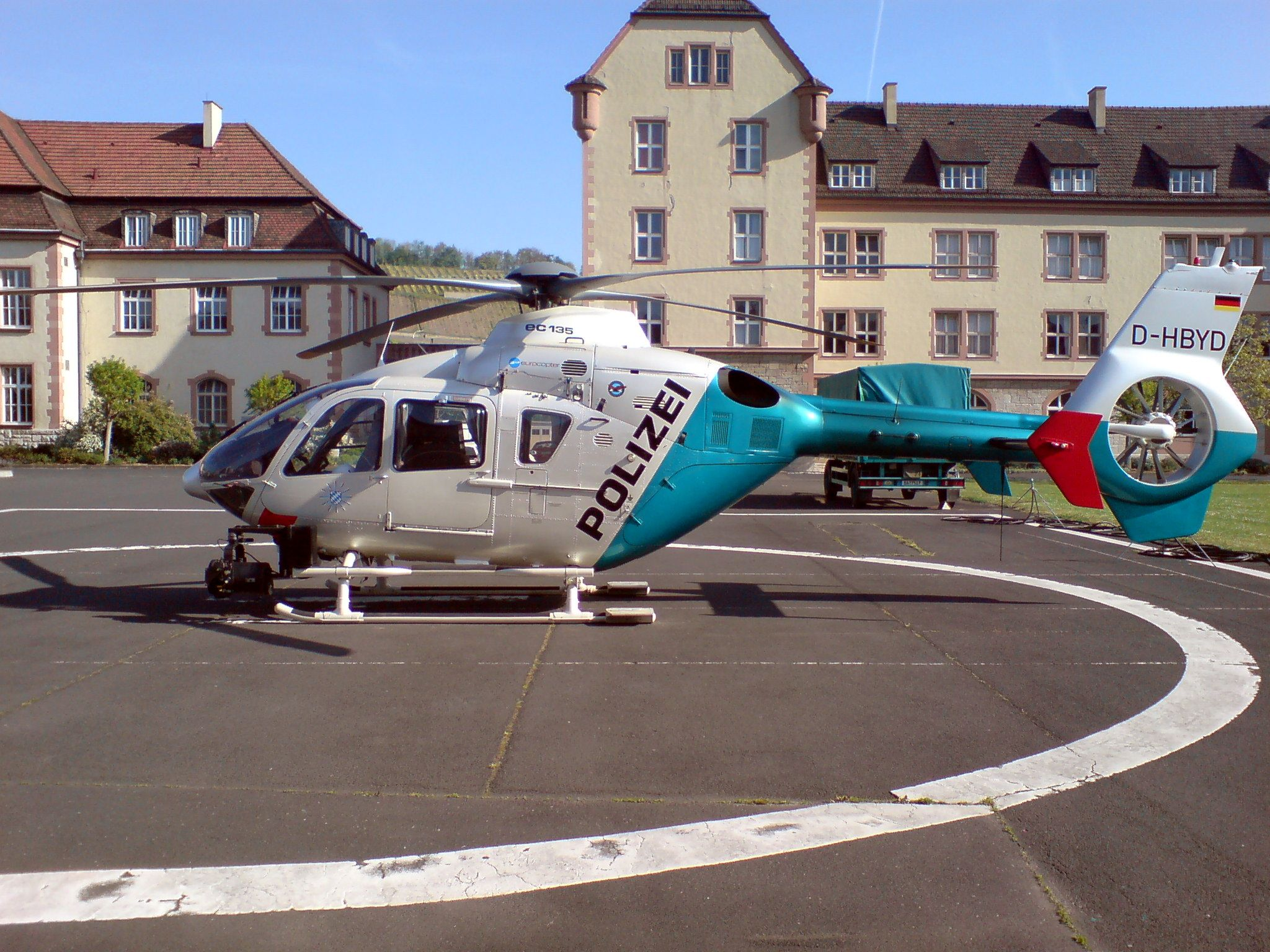
巴伐利亞邦警察（Bavarian State Police）的歐洲直升機 EC135 P2，攝於德國。

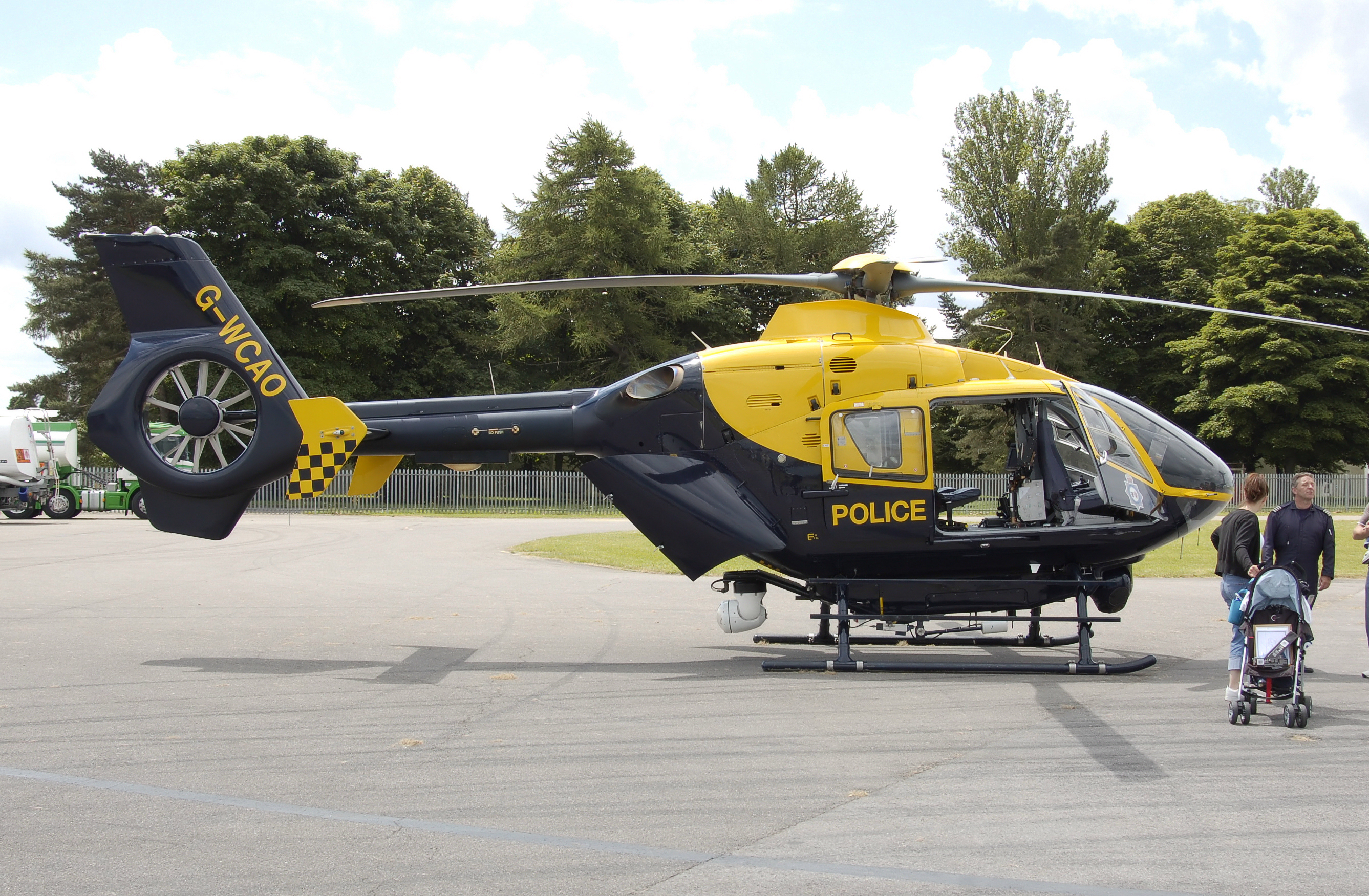
歐洲直升機的 EC135 T2 替雅芳與薩默塞特郡警察（Avon and Somerset Police）和格洛斯特郡警察（Gloucestershire Police）執行執法和醫療救助任務，其基地位於英格蘭布里斯托爾菲爾頓機場（Bristol Filton Airport）。

EC135 P1安有兩具463 kW (621 shp)的Pratt & Whitney Canada PW206B引擎，後期版本採用了中央儀表板顯示系統（Center Panel Display System （CPDS）。最初的最大起飛重量(M.T.O.W.)為2,631 kg (5,800 lbs)。後期提高到2,721 kg (6,000 lbs)，然後又提升到2,835 kg (6,250 lbs)。
EC135 T1安有兩具435 kW (583 shp) Turbomeca Arrius 2B1/2B1A/2B1A1引擎，後期版本採用CPDS。最初M.T.O.W.為2,631 kg (5,800 lbs)，後來提高到2,721 kg (6,000 lbs)，然後又提升到2,835 kg (6,250 lbs)。
EC135 P2安有兩具463 kW (621 shp) Pratt & Whitney Canada PW206B2引擎，增加了熱動力和機械單台不工作（OEI）等級(128% OEI 轉力矩)。從2001年8月起開始生產以代替EC135 P1。
EC135 T2安有兩具452 kW (652 shp) Turbomeca Arrius 2B2引擎。增加了熱動力和機械單台不工作（OEI）額定功率(128% OEI 轉力矩)。從2002年8月起開始生產以代替EC135 T1。
EC135 P2+使用498 kW (667 shp) PW206B2 (基於FADEC軟件升級的新的額定功率)引擎的最新生產版，增加到2,910 kg (6,415 lbs)的最大起飛重量，擴展了組件的大修期（time between overhaul），以及改變了主變速器使用的潤滑油。在德國和西班牙製造。
EC135 T2+使用473 kW (634 shp) Arrius 2B2引擎(基於FADEC軟件升級的新的額定功率)的最新生產版,增加到2,910 kg (6,415 lbs)的最大起飛重量，擴展了組件的大修期，以及改變了主變速器使用的潤滑油。在德國和西班牙製造。
EC135 P2i按EC135 P2+標準製造或升級的市場型號。
EC135 T2i按EC135 T2+標準製造或升級的市場型號。
EC 635由約旦和瑞士空軍使用的軍用衍生型

## 著名的意外事故
- 一架屬於Air Methods Corporation公司的LifeNet EC135 P2於2005年1月10日墜毀，當時它剛在華盛頓特區運完一個病人。一位機師與一名護理人員死亡，一名護士重傷。直升機的殘骸從波多馬克河裡打撈出來。美國國家運輸安全委員會認為此次事故可能是由於可控飛行撞地（controlled flight into terrain）即指有優秀的飛行員駕駛的良好飛機的失事。[7][8]
- 一架屬於Air Methods Corporation公司的EC135 T2+於2008年3月10日夜間墜毀在威斯康辛州拉克羅斯附近的山區密林裡，一名機師連同一名醫師和一名護士均死亡。[9]
- 一架由Services Group of America所有的EC135於2010年2月14日墜毀於亞利桑那州的洞溪。機上4人死亡。目擊者稱聽到間隔的噪聲，在直升機旋轉了2-3圈後墜落，飛機急劇向内侧倾斜後下落200-300英尺後，頭朝下摔進了沙漠窪地。[10]

## 規格(EC135 P2+/T2+)

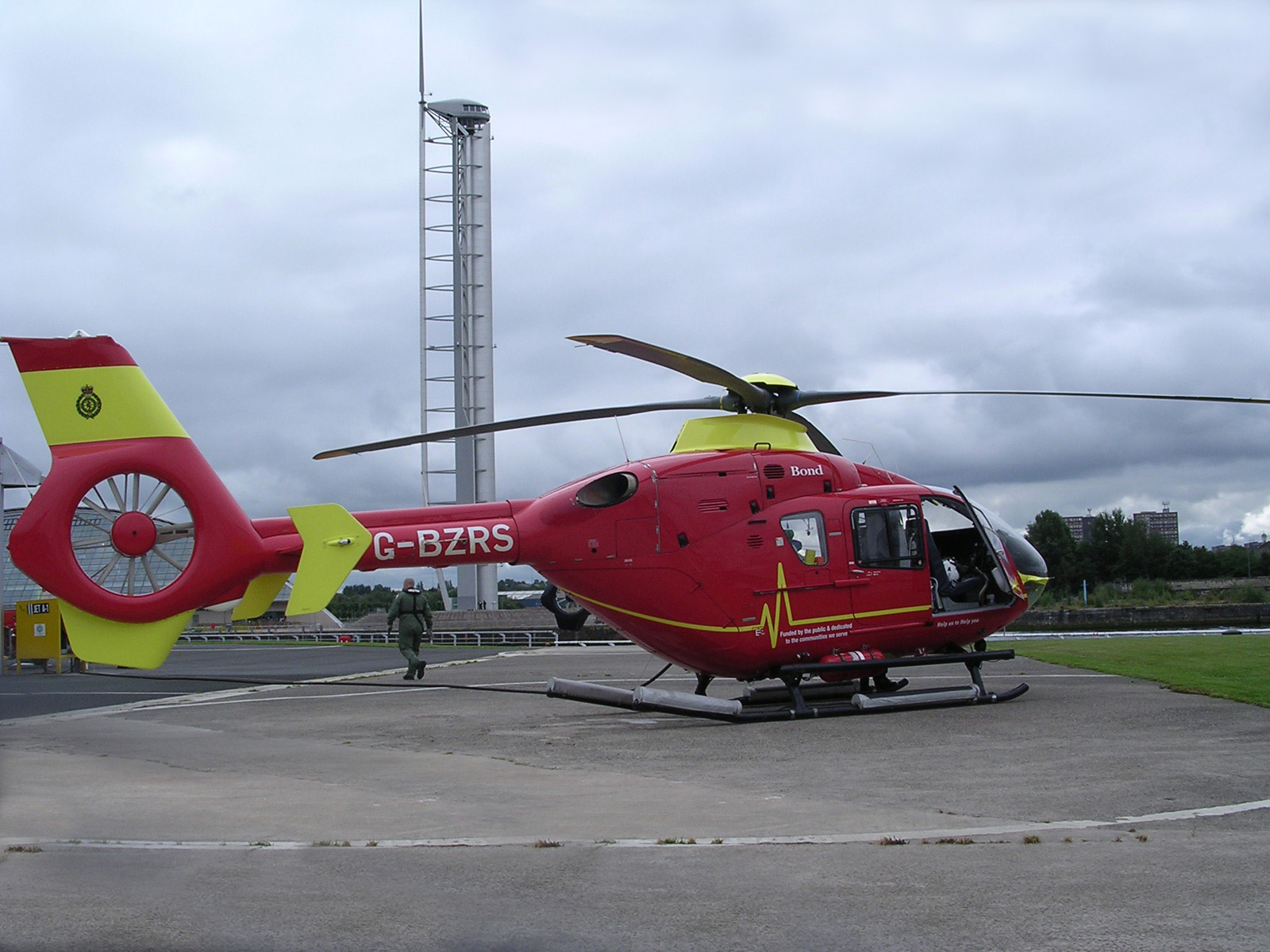
在格拉斯哥直升機場（Glasgow City Heliport）的 EC135 T2，屬於英國龐德直升機公司（Bond Helicopters）。

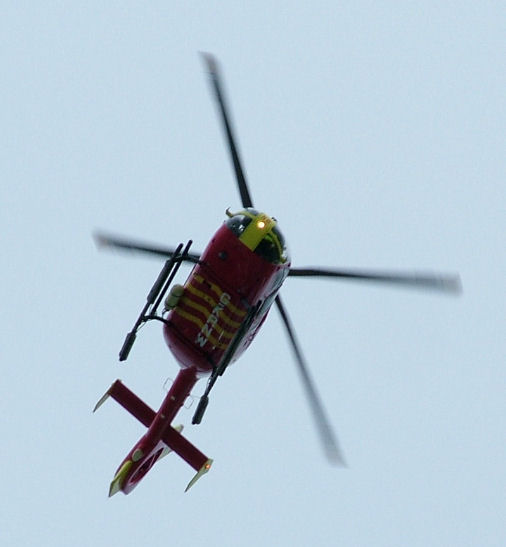
康沃尔郡空中救護機（G-KRNW）飛越頭頂，2008年8月攝於波爾齊思（Polzeath）。

参考资料：{Eurocopter EC135 2008 Tech Data book}
基本信息
- 机组：1 pilot
- 容量：up to seven passengers or two crew and two patients (Air Ambulance variant)

性能

## 流行文化
- 歐直EC135直升機在2015年第一人称射击游戏《战地：硬仗》（Battlefield: Hardline）中以罪犯流氓直升機之姿出現，由於搭載重機槍（主駕駛武器）和格林機槍（乘員武器）而使其實際定位類似於罪犯攻击直升機。
- 歐直EC135直升機也在2021年加入軍民特訓射擊遊戲《和平精英》（Game Peace）中以開場跳傘時出現，玩家可從直升機上跳下來，不能控制方向，每次出現都要消耗飛機燃油。

## 外部連結
- Eurocopter - EC135
- Eurocopter EC135 ‘L’Hélicoptère par Hermès’
- RTH.info - Eurocopter EC135 （页面存档备份，存于） (in German)
- European Aviation Safety Agency Type Certificate Data Sheet